# Beefalo

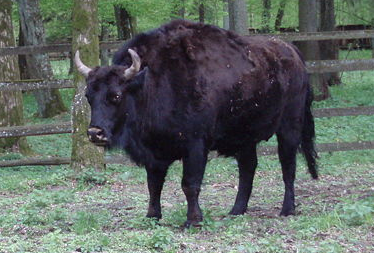
Uno zubron, altro bovino ibrido analogo al beefalo

Il beefalo è l'ibrido fra il toro domestico (Bos taurus) e il bisonte americano (Bison bison). La razza è stata creata per combinare le migliori caratteristiche di entrambi gli animali con l'intento di produzione di carni bovine.
I beefali sono principalmente bovini nel campo della genetica e nell'aspetto, anche se per essere definito tale un beefalo dovrebbe essere per almeno tre ottavi (37,5%) geneticamente bisonte. La creazione del beefalo ha comunque dimostrato di essere una grave battuta d'arresto per la conservazione dei  bisonti selvatici americani. La popolazione americana di bisonti è cresciuta rapidamente negli ultimi anni, ed è stimata a 350.000, ma questo rispetto ad un valore stimato di 60-100 milioni a metà del XIX secolo. La maggior parte dei branchi attuali, tuttavia, sono geneticamente inquinati o in parte, incrociati con il bue, e quindi sono in realtà "beefali"; oggi non ci sono che solo quattro branchi di bisonti non geneticamente incrociati con il bestiame domestico, e solo due di loro sono anche esenti da brucellosi: il Wind Cave bison herd, che vaga per il  Parco nazionale di Wind Cave, Dakota del Sud, e la mandria delle Henry Mountains nello Utah.